# サクラトゥジュール
サクラトゥジュール（欧字名:Sakura Toujours、2017年4月14日 - ）は、日本の競走馬。主な勝ち鞍は2024年の東京新聞杯、2025年の京都金杯。
馬名の由来は、冠名＋「いつも（仏）」。母母名より連想。

## 経歴

### 2歳（2019年）
10月6日東京芝2000mの2歳新馬戦に2番人気で出走。道中好位追走から直線で外へ持ち出すと最後はロードソリッドとの競り合いを3/4差で制し、デビュー戦を飾った。12月14日のひいらぎ賞では好位追走から脚を伸ばすも逃げ粘るスマイルカナを捕え切れず2着に敗れた。

### 3歳（2020年）
1月6日のジュニアカップ（L）で3着に敗れ、その後2戦連続で2着に甘んじたが、5月24日東京芝1600mの3歳1勝クラスでは2番手追走から直線で抜け出すと後続に2馬身半差をつけ2勝目を挙げる。重賞初挑戦となった7月5日のGIIIラジオNIKKEI賞では後方から追い出しを図るも伸びを欠き6着に終わる。秋に入り、11月の神奈川新聞杯2着を挟んで、12月12日中山芝1800mの3歳上2勝クラスでは2コーナーで先頭に立つと直線でも脚色は衰えず逃げ切って3勝目をマークした。

### 4歳（2021年）～5歳（2022年）
4歳シーズンは4戦して未勝利に終わり、5歳となった2022年に入っても勝ち切れないレースが続いたが、8月27日のワールドオールスタージョッキーズ第2戦（3勝クラス）で後方から差し切り勝ちを決め4勝目をマークしてオープン入りを果たす。10月16日のオクトーバーステークス（L）では16着と殿負けに終わったが、12月18日のディセンバーステークス（L）では10番人気の低評価を覆して2着と好走した。

### 6歳（2023年）
1月7日のニューイヤーステークス（L）では中団後方から懸命に追い上げてきたがウイングレイテストのクビ差2着と惜敗。2月5日のGIII東京新聞杯では14着に沈むも、5月20日のメイステークスでは道中中団追走から直線で脚を伸ばすと逃げ粘るマテンロウスカイをクビ差で差し切ってオープン初勝利を挙げる。8月13日のGIII関屋記念では後方から脚を伸ばしたが6着に終わり、休養に入った。

### 7歳（2024年）
1月6日のGIII中山金杯では終始後方のまま見せ場なく12着と大敗を喫する。2月4日のGIII東京新聞杯では中団のインで脚を溜め、直線で鋭く脚を伸ばすと最後は逃げ粘るウインカーネリアンをかわして1馬身差をつけ重賞初制覇を果たした。

### 8歳（2025年）
前年の関屋記念出走後に去勢手術を受け、去勢明け初戦の京都金杯では鞍上に前年の東京新聞杯で勝利したレイチェル・キングを迎え、トップハンデの58kgを背負い6番人気であったが、中団のインから直線で馬群を割って先頭に立ち重賞2勝目を挙げた。

## 競走成績
以下の内容は、JBISサーチおよびnetkeiba.comに基づく。
| 競走日     | 競馬場 | 競走名         | 格   | 距離（馬場）  | 頭 数 | 枠 番 | 馬 番 | オッズ （人気） | 着順 | タイム （上り3F） | 着差 | 騎手        | 斤量 [kg] | 1着馬（2着馬）         | 馬体重 [kg] |
| ---------- | ------ | -------------- | ---- | ------------- | ----- | ----- | ----- | --------------- | ---- | ----------------- | ---- | ----------- | --------- | ---------------------- | ----------- |
| 2019.10.06 | 東京   | 2歳新馬        |      | 芝2000m（良） | 11    | 8     | 10    | 003.90（2人）   | 01着 | R2:05.3（33.6）   | -0.1 | 0石橋脩     | 55        | （ロードソリッド）     | 472         |
| 0000.12.14 | 中山   | ひいらぎ賞     | 1勝  | 芝1600m（良） | 10    | 1     | 1     | 003.00（1人）   | 02着 | R1:34.8（34.1）   | -0.0 | 0R.ムーア   | 55        | スマイルカナ           | 476         |
| 2020.01.06 | 中山   | ジュニアC      | L    | 芝1600m（良） | 15    | 5     | 9     | 003.90（2人）   | 03着 | R1:33.8（35.7）   | -0.4 | 0石橋脩     | 56        | サクセッション         | 486         |
| 0000.03.28 | 中山   | 3歳1勝クラス   |      | 芝1800m（良） | 10    | 6     | 6     | 001.60（1人）   | 02着 | R1:50.4（35.1）   | -0.4 | 0石橋脩     | 56        | ウインカーネリアン     | 498         |
| 0000.05.02 | 東京   | 3歳1勝クラス   |      | 芝1600m（良） | 12    | 6     | 7     | 001.70（1人）   | 02着 | R1:32.2（34.1）   | -0.1 | 0D.レーン   | 56        | ピーエムピンコ         | 492         |
| 0000.05.24 | 東京   | 3歳1勝クラス   |      | 芝1600m（良） | 10    | 7     | 7     | 001.60（1人）   | 01着 | R1:31.7（34.6）   | -0.4 | 0D.レーン   | 56        | （チアチアクラシカ）   | 488         |
| 0000.07.05 | 福島   | ラジオNIKKEI賞 | GIII | 芝1800m（稍） | 12    | 5     | 5     | 007.00（4人）   | 06着 | R1:48.5（36.1）   | -1.2 | 0石橋脩     | 54        | バビット               | 488         |
| 0000.11.15 | 東京   | 神奈川新聞杯   | 2勝  | 芝1600m（良） | 12    | 5     | 6     | 001.60（1人）   | 02着 | R1:34.0（34.5）   | -0.1 | 0石橋脩     | 56        | ショウナンパンサー     | 496         |
| 0000.12.12 | 中山   | 3歳上2勝クラス |      | 芝1800m（良） | 13    | 8     | 12    | 001.90（1人）   | 01着 | R1:49.3（34.6）   | -0.9 | 0石橋脩     | 56        | （ラストヌードル）     | 500         |
| 2021.02.27 | 中山   | 幕張S          | 3勝  | 芝1600m（良） | 16    | 4     | 8     | 003.80（2人）   | 04着 | R1:32.5（34.7）   | -0.7 | 0石橋脩     | 57        | ウインカーネリアン     | 498         |
| 0000.03.21 | 中山   | スピカS        | 3勝  | 芝1800m（重） | 15    | 7     | 14    | 005.50（3人）   | 05着 | R1:51.4（36.8）   | -0.3 | 0石橋脩     | 57        | ミスニューヨーク       | 506         |
| 0000.07.11 | 函館   | 五稜郭S        | 3勝  | 芝1800m（稍） | 16    | 3     | 5     | 006.30（4人）   | 02着 | R1:48.7（35.3）   | -0.1 | 0横山武史   | 57        | モンブランテソーロ     | 502         |
| 0000.07.31 | 函館   | STV杯          | 3勝  | 芝2000m（良） | 16    | 8     | 16    | 004.90（2人）   | 14着 | R2:01.6（38.7）   | -2.3 | 0横山武史   | 56        | アラタ                 | 504         |
| 2022.03.20 | 中山   | スピカS        | 3勝  | 芝1800m（稍） | 16    | 7     | 13    | 012.30（5人）   | 14着 | R1:49.3（37.0）   | -1.5 | 0横山武史   | 57        | ホウオウエミーズ       | 518         |
| 0000.07.30 | 札幌   | STV賞          | 3勝  | 芝1800m（良） | 13    | 6     | 9     | 019.30（8人）   | 05着 | R1:47.9（34.4）   | -0.4 | 0浜中俊     | 57        | フォワードアゲン       | 510         |
| 0000.08.27 | 札幌   | WASJ第2戦      | 3勝  | 芝2000m（良） | 14    | 8     | 13    | 005.00（1人）   | 01着 | R2:00.6（35.6）   | -0.1 | 0川田将雅   | 58        | （ターキッシュパレス） | 518         |
| 0000.10.16 | 東京   | オクトーバーS  | L    | 芝2000m（良） | 16    | 7     | 13    | 006.80（4人）   | 16着 | R1:59.1（35.6）   | -1.0 | 0石橋脩     | 56        | ゴールドスミス         | 514         |
| 0000.12.18 | 中山   | ディセンバーS  | L    | 芝1800m（稍） | 16    | 5     | 10    | 019.9（10人）   | 02着 | R1:48.5（35.5）   | -0.1 | 0田辺裕信   | 56        | ショウナンマグマ       | 524         |
| 2023.01.07 | 中山   | ニューイヤーS  | L    | 芝1600m（良） | 13    | 4     | 4     | 009.40（6人）   | 02着 | R1:33.2（33.6）   | -0.0 | 0田辺裕信   | 57        | ウイングレイテスト     | 526         |
| 0000.02.05 | 東京   | 東京新聞杯     | GIII | 芝1600m（良） | 16    | 7     | 13    | 040.3（10人）   | 14着 | R1:32.9（34.2）   | -1.1 | 0田辺裕信   | 57        | ウインカーネリアン     | 526         |
| 0000.05.20 | 東京   | メイS          | OP   | 芝1800m（良） | 18    | 1     | 2     | 018.90（7人）   | 01着 | R1:44.7（33.7）   | -0.0 | 0D.レーン   | 56        | （マテンロウスカイ）   | 514         |
| 0000.08.13 | 新潟   | 関屋記念       | GIII | 芝1600m（良） | 17    | 7     | 13    | 023.70（9人）   | 06着 | R1:32.6（32.8）   | -0.5 | 0田辺裕信   | 57        | アヴェラーレ           | 504         |
| 2024.01.06 | 中山   | 中山金杯       | GIII | 芝2000m（良） | 17    | 5     | 9     | 016.20（9人）   | 12着 | R1:59.6（34.3）   | -0.7 | 0R.キング   | 57        | リカンカブール         | 526         |
| 0000.02.04 | 東京   | 東京新聞杯     | GIII | 芝1600m（良） | 16    | 1     | 1     | 033.80（7人）   | 01着 | R1:32.1（33.5）   | -0.2 | 0R.キング   | 57        | （ウインカーネリアン） | 526         |
| 0000.08.11 | 新潟   | 関屋記念       | GIII | 芝1600m（良） | 18    | 2     | 4     | 013.60（6人）   | 13着 | R1:33.8（34.0）   | -0.9 | 0佐々木大輔 | 58        | トゥードジボン         | 512         |
| 2025.01.05 | 中京   | 京都金杯       | GIII | 芝1600m（良） | 16    | 4     | 7     | 012.00（6人）   | 01着 | R1:33.5（34.6）   | -0.1 | 0R.キング   | 58        | （ウォーターリヒト）   | 512         |
| 0000.02.09 | 東京   | 東京新聞杯     | GIII | 芝1600m（良） | 16    | 1     | 1     | 009.00（4人）   | 15着 | R1:34.0（34.8）   | -1.4 | 0R.キング   | 58        | ウォーターリヒト       | 516         |
| 0000.06.08 | 東京   | 安田記念       | GI   | 芝1600m（良） | 18    | 6     | 11    | 072.1（13人）   | 08着 | R1:33.2（34.0）   | -0.5 | 0D.レーン   | 58        | ジャンタルマンタル     | 508         |

- 競走成績は2025年6月8日現在

## 血統表
| サクラトゥジュールの血統      | サクラトゥジュールの血統              | サクラトゥジュールの血統              | （血統表の出典）                      | （血統表の出典） |
| 父系                          | サンデーサイレンス系                  | サンデーサイレンス系                  | サンデーサイレンス系                  | [ § 2 ]          |
| 父 ネオユニヴァース 2000 鹿毛 | 父の父*サンデーサイレンス 1986 青鹿毛 | Halo                                  | Hail to Reason                        | Hail to Reason   |
| 父 ネオユニヴァース 2000 鹿毛 | 父の父*サンデーサイレンス 1986 青鹿毛 | Halo                                  | Cosmah                                |                  |
| 父 ネオユニヴァース 2000 鹿毛 | 父の父*サンデーサイレンス 1986 青鹿毛 | Wishing Well                          | Understanding                         | Understanding    |
| 父 ネオユニヴァース 2000 鹿毛 | 父の父*サンデーサイレンス 1986 青鹿毛 | Wishing Well                          | Mountain Flower                       |                  |
| 父 ネオユニヴァース 2000 鹿毛 | 父の母*ポインテッドパス 1984 栗毛     | Kris                                  | Sharpen Up                            | Sharpen Up       |
| 父 ネオユニヴァース 2000 鹿毛 | 父の母*ポインテッドパス 1984 栗毛     | Kris                                  | Doubly Sure                           |                  |
| 父 ネオユニヴァース 2000 鹿毛 | 父の母*ポインテッドパス 1984 栗毛     | Silken Way                            | Shantung                              | Shantung         |
| 父 ネオユニヴァース 2000 鹿毛 | 父の母*ポインテッドパス 1984 栗毛     | Silken Way                            | Boulevard                             |                  |
| 母 サクラレーヌ 2006 黒鹿毛   | 母の父*シンボリクリスエス 1999 黒鹿毛 | Kris S.                               | Roberto                               | Roberto          |
| 母 サクラレーヌ 2006 黒鹿毛   | 母の父*シンボリクリスエス 1999 黒鹿毛 | Kris S.                               | Sharp Queen                           |                  |
| 母 サクラレーヌ 2006 黒鹿毛   | 母の父*シンボリクリスエス 1999 黒鹿毛 | Tee Kay                               | Gold Meridian                         | Gold Meridian    |
| 母 サクラレーヌ 2006 黒鹿毛   | 母の父*シンボリクリスエス 1999 黒鹿毛 | Tee Kay                               | Tri Argo                              |                  |
| 母 サクラレーヌ 2006 黒鹿毛   | 母の母セダンフオーエバー 1987 鹿毛    | マルゼンスキー                        | Nijinsky                              | Nijinsky         |
| 母 サクラレーヌ 2006 黒鹿毛   | 母の母セダンフオーエバー 1987 鹿毛    | マルゼンスキー                        | *シル                                 |                  |
| 母 サクラレーヌ 2006 黒鹿毛   | 母の母セダンフオーエバー 1987 鹿毛    | サクラセダン                          | *セダン                               | *セダン          |
| 母 サクラレーヌ 2006 黒鹿毛   | 母の母セダンフオーエバー 1987 鹿毛    | サクラセダン                          | *スワンズウッドグローヴ               |                  |
| 母系(F-No.)                   | スワンズウッドグローヴ(GB)系(FN:16-a) | スワンズウッドグローヴ(GB)系(FN:16-a) | スワンズウッドグローヴ(GB)系(FN:16-a) | [ § 3 ]          |
| 5代内の近親交配               | Hail to Reason 4×5                    | Hail to Reason 4×5                    | Hail to Reason 4×5                    | [ § 4 ]          |
| 出典                          | 1. 2. 3. 4.                           | 1. 2. 3. 4.                           | 1. 2. 3. 4.                           | 1. 2. 3. 4.      |

- 主な近親にサクラトウコウ、サクラチヨノオー、サクラホクトオー、ラッキードリーム、サクラプレジデント。